# 欧蒂河畔维莱尔
欧蒂河畔维莱尔（法語：Villers-sur-Authie）是法国皮卡第大区索姆省的一个市镇，属于阿布维尔区吕县。该市镇2009年时的人口为474人。

## 人口
欧蒂河畔维莱尔人口变化图示
| 数据来源：INSEE |